# 鋼鉄の魔女アンネローゼ
『鋼鉄の魔女アンネローゼ』（こうてつのまじょアンネローゼ、WITCH OF STEEL ANNEROSE）は、2010年4月30日にBLACK Lilithより発売されたアダルトゲーム、およびそれを原作とするアダルトアニメである。
ゲーム内容は、選択肢によって分かれていくマルチエンディング制のテキストアドベンチャーで、主人公の陸郎がアンネローゼにとっての“正しい不死者”になれるかどうかによって「GOOD/TRUE/バッド1/バッド2/バッド3」ENDの5つの結末になる。

## ストーリー
人と魔が入り混じり、無法者たちがルールを敷く廃棄都市。その一つであるアミダハラへ、南聖風学園の二年生である橘陸郎は修学旅行のついでに遊びに来たところを奴隷商人に捕えられた。奴隷商人一行ごと何者かに襲われた時、彼は魔女・アンネローゼと出会い、奴隷として買われていった。

## 設定
『対魔忍アサギ』シリーズと世界観は共通しているものの、『対魔忍アサギ』シリーズのキャラクターが本作に直接登場することはない。その一方で、本作の舞台となる廃棄都市アミダハラや、キャラクターの一部が『対魔忍アサギ 決戦アリーナ』（以下『決戦アリーナ』）および『対魔忍RPG』にて登場を果たしている。
魔女
悪魔と契約して非現実的な事象を起こす女性魔術師。魔女に弟子入りすることにより、その弟子も魔女になることができる。
不死者
魔女の奴隷。主たる魔女が死なない限り不死身。
アミダハラ
近畿地方の人工島にある暗黒街で、魔術師連合が陰で支配している。

## 登場人物
『決戦アリーナ』および『対魔忍RPG』におけるキャラクターの扱いは、当該記事を参照。
声は本作/OVA版の順。
アンネローゼ・ヴァジュラ (Annerose Vajra)
声 - 新世有希乃/青山華、比羅いずみ（新月時）
魔界の支配階級の男と人間の女の間に生まれたハーフ。悪を食らう魔刀・金剛夜叉を武器とする、魔界の魔女剣客。人界と魔界のほとりで探偵業を営む。アミダハラの有力者に顔がきき、彼女と友好的なものもいれば、恨みを持つものも少なくない。お酒好き。新月の晩になると金剛夜叉の魔力が弱まり、少女の姿になる。普段の一人称は「私」だが、新月時はノリで「妾」を用いる。
OVA版では美鳳の手の者に輪獄されアナルの処女を喪失した上、魔力を奪われて少女姿となったのを陸郎に慰められ相思相愛となる。が、その後バルド一味に完全敗北し、トロルとの交配実験によって数ヵ月間トロルに犯され続けたため、トロルとの子供を妊娠して精神と心が完全に壊された。
コミック版ではバルド一味二捕縛され、様々な調教を受け、最終的には、怪物に改造された陸郎に犯され、精神崩壊。数月後にはバルドの実験体か私兵となるであろう子供を妊娠し、その状態の自分を犯す陸郎を愛し、幸せを享受し続けてるところで、物語は終幕を迎える。
ミチコ＝フルーレティ (Mitico Fleuretty)
声 - 大花どん、姫川あいり
アンネローゼと契約した女悪魔。普段はメイドの姿をしており、アンネローゼに同行する際はトランクの姿をしている。アンネローゼに対して同性愛的な愛情を持っているため、陸郎のことをよく思っておらず、嫌がらせをすることもある。なお、ミチコとはアンネローゼが付けた呼び名で、悪魔としての真名がフルーレティである。
OVA版ではアイシャに唆された陸郎にそれまでの仕返しとして処女を奪われるが結果的にわだかまりが解け最初の恋人になる。だがアンネローゼ共々バルド一味に囚われて性的拷問を受け続け精神崩壊を起こす。
橘 陸郎（たちばな りくろう）
声 - なし/逢坂良太（1話）、万里小路麗音（2話）、城樹翔（3話、4話）
本作の主人公で、南聖風学園の2年生。修学旅行へ京都に来ていた時、冒険としてアミダハラに足を踏み入れた。窮地に陥っていたところを奴隷としてアンネローゼに買われ、“不死者”となる。
OVA版では第1～3巻での紆余曲折を経てミチコ・アンネローゼ・美樹・アイシャと結ばれていく。が、アイシャと過ごす最中の第4巻にてバルドの襲撃を受けてアイシャ・美樹と死別。残る囚われの二人を救う為に街に繰り出すが彼女らは既に心を壊されているのを知らずという幸せな日々から一転、絶望の淵に立たされて物語は終幕を迎える。
コミック版最終話ではバルドの手により、触手と大きな男性器を二本ずつ有した巨大な怪物に改造され、本能のままにアンネローゼを犯し続け、妊娠させ、バルドの監視下の元で結ばれる。
李 美鳳（リー・メイフォン/Lee Mayfeng）
声 - 緒田マリ/澤乃井刹那
劇中表記はメイフォン。魔女にして凄腕の暗殺者。元々は人間だったが、ある魔女を暗殺してその刺青を自らの背中に移す形でその魔力を得て、魔女となった。アンネローゼとの仲は悪く、彼女に屈辱を味わわせようと狙っている。実は「李美鳳」という名は偽名にすぎず、その正体は対魔忍シリーズに登場する朧の妹にして、元対魔忍である。
アイシュワリヤ・レイ (Aishwarya Ray)
声 - 有賀桃/越智風華
褐色の肌をもつ、魔界出身の妖女で、愛称はアイシャ。表向きは凄腕の占い師だが、アミダハラの一地域「紅天楼」を支配し、アミダハラ全体を支配する組織とは相互不可侵条約を結んでいる。アンネローゼとの仲は良好だが、彼女に対してサディスティックな感情を抱いている。
OVA版ではアンネローゼとミチコにぞんざいな扱いを受ける陸郎の前に現れて助言を贈り三人の橋渡しとなり、後に自身も陸郎と関係を育むが最中に現れたバルドが操る怪物に快感しか感じられなくする媚薬を体内に注入されながら凌辱の限りを尽くされ､最期は内臓を食い尽くされた末に心臓にある賢者の石を奪われて絶命した｡その後､用済みとなった死体はそのまま怪物に捕食されて処分された。
音無 美樹（おとなし みき）
声 - 青葉りんご/永砂隷繰面
兄を探しにアミダハラを訪れた少女。明るい体育会系の少女で、魔力にも強い。
その正体は人造人間。また、兄に当たる人物も怪物に改造されていた。
OVA版では陸郎と二人きりになった際に彼に関係を持ち掛け、幸せな一時を過ごす。しかし別行動になった隙にバルドによって操り人形にされてしまい、命令されるままアンネローゼ達を殺そうとしたためにやむなくミチコの手で討たれて命を落とす。
山田 太郎（やまだ たろう）
アンネローゼらに近づく謎の男。様々な変名を持つ。
三船 阿修羅（みふね あすら）
己の腕以外を信じない、放浪の剣客。悪魔と契約を結んだりしていない生身の人間であるが、超人的な力を持つ。左目を失ったため眼帯をしているが、左目が心眼となったため、暗闇でも目が利くと本人は主張している。
人狼（じんろう/ウェアウルフ）
アミダハラで暴れまわる謎の怪人。名前と異なり、毛むくじゃらの狼男ではない。
バルド・バルド
声 - なし/祭大!!（3話）、小次狼（4話）
「男爵」の異名を持つ魔術師。自身が支配するナカノシマの高層ビルに住んでいる。
ノイ・イーズレーン
声 - なし/西野玖海
アミダハラに住む魔術師の老婆で、「おばばさま」と呼ばれている。表向きは土産屋「魔法堂」の店主だが、実は魔術師連合の最重要幹部で、周囲から恐れられている。

## 開発

### キャラクター設定
メインヒロインのアンネローゼの衣装が黒と赤を中心としていたのに対し、彼女の相棒・ミチコは青系の衣装で統一された。また、武器についても同様に、アンネローゼの金剛夜叉にと対になる形で、ミチコの斧は白系で着色された。
また、キャラクターに深みを与える目的から、ノイは『彷徨う淫らなルナティクス 〜月の姫お伽草子〜』に登場する同名の人物をモデルとしており、イーズレーンという苗字も同作の主人公兄妹にちなんでつけられた。
美樹は『BLOOD+』の小夜をイメージして作られたものの、最終的には小夜とは全く異なる方向性を持つキャラクターに仕上がった。

## 主題歌
背徳エレジー
歌：舞子 / 作詞・作曲・編曲：六弦A助（六弦アリス）
舞子と六弦A助のタッグは本作が初めてである。

## アダルトアニメ
リリス系列の映像製作メーカーPIXYから派生した新ブランド「ZIZ（ジズ）」のデビュー作にあたる。SDとHD映像のどちらかを選ぶダウンロード版と、DVD-Video映像のパッケージ版の媒体にて、全4話を1巻（1タイトル）につき1話収録にてリリース。
シリーズ構成は原作者の笹山逸刀斎が務め、本作のために新規で書き下ろされている。監督の海道司は対魔忍シリーズのアダルトアニメ『魔界騎士イングリッド』などを手掛けた経歴を持つ。
声の配役は原作（ゲーム）側とは全て異なっており、陸郎、バルド、ノイなどは初のキャスティングである。
- 『鋼鉄の魔女アンネローゼ 01 魔女の従者：Witchslave』 2012年7月27日発売、ZIZD-001
  - 本編約30分。パッケージ版初回封入特典：主題歌『背徳エレジー』収録CD-ROM、限定ポストカード。
- 『鋼鉄の魔女アンネローゼ 02 窮地の魔女：Witchlose』2013年5月24日発売、ZIZD-002
  - 本編約30分。パッケージ版初回限定特典：外伝被虐ボイスドラマCD。
- 『鋼鉄の魔女アンネローゼ 03 魔女の懲罰：Witchpunish』2014年10月24日発売、ZIZD-004
  - 本編約23分。オフィシャル通販数量限定特典：描き下ろしB6イラストカード。
- 『鋼鉄の魔女アンネローゼ 04 魔女の堕落：Witchbad』2014年11月21日発売、ZIZD-005
  - 最終話[8]。本編約23分。オフィシャル通販数量限定特典：描き下ろしB6イラストカード。
- 『鋼鉄の魔女アンネローゼ DVD-BOX』2015年12月25日発売、ZIZB-001
  - 4枚組。ZIZ NET SHOP限定特典：A3タペストリー。

### スタッフ（アダルトアニメ版）
- 原作：Lilith
- 企画：笹山逸刀斎
- プロデューサー：柴多俊、笹山逸刀斎、内田順久（1話・2話）、澤村和人（3話・4話）
- シリーズ構成：笹山逸刀斎
- 監督：海道司
- 脚本：うだたん、こねたん（1話）
- 演出：吉沢秋穂（1話・3話・4話）、和井宏（2話）
- キャラクター原案：カガミ
- キャラクターデザイン・作画監督・絵コンテ：清田竹一
- 美術監督：金子憲二（1話・2話）、谷村心一（3話・4話）
- 撮影監督：赤星徹（1話）、山古志幸治（2話）、窪崎まむら（3話・4話）
- 音響監督：来須満天
- アニメーション制作：オズ・インク
- 製作：ZIZ

## アダルトビデオ
『鋼鉄の魔女アンネローゼVS対魔忍アサギ 2大ヒロイン屈辱のアヘ顔陥落』のタイトルで、2017年9月1日にアタッカーズレーベルよりリリースされた。
- キャスト
  - アンネローゼ（大人） / 波多野結衣
  - アンネローゼ（幼女） / 佳苗るか
  - ？ / 三原ほのか
- 主題歌「」
  - 歌：佳苗るか、波多野結衣、三原ほのか

## 成人向けコミック
『鋼鉄の魔女アンネローゼ ～淫虐の魔娼婦～』がキルタイムコミュニケーションのメガミクライシスとその後継誌ヒロインピンチにて、寒天の作画により不定期掲載された。その後、2015年1月30日に二次元ドリームコミックスにて単行本化された。ISBN 978-4-7992-0689-8 C0979。